# Isla Banding
Isla Banding (en malayo: Pulau Banding) es una isla artificial en el lago Temenggor, en el estado de Perak, al occidente del país asiático de Malasia.
Pulau Banding se encuentra dentro de la selva llamada Belum-Temengor, que se sitúa a medio camino entre las costas este y oeste de Malasia.